# Meadow Road
| Årets häst        |                  |                   |
| 1984              | 1985             | 1986              |
| The Onion         | Meadow Road      | Utah Bulwark      |
| Stig H. Johansson | Torbjörn Jansson | Stig H. Johansson |

Meadow Road, född 7 mars 1979, död 23 augusti 2006, var en varmblodig svensk travhäst (hingst). Han vann Elitloppet 1985, med Torbjörn Jansson som kusk. Samma år vann han amerikanska Statue of Liberty Trot på ny världsrekordtid.

## Biografi
Meadow Road var föl efter USA-födda hingsten Madison Avenue och svenskfödda stoet Francessa. Uppfödare var Stig Palm i Örsundsbro. Hästen ägdes först av K.G. Bertmarks Hingstdepå AB i Limhamn, senare av Desek AB i Tranås.
Redan tidigt i karriären var Meadow Road en segerrik häst. Han vann 1982 Hästägarkannan på Solvalla, med Torbjörn Jansson som körsven. Jansson och Meadow Road skulle komma att arbeta tillsammans i många kommande lopp.
1984 och 1985 blev två mycket framgångsrika år för Meadow Road. 1984 vann han italienska Nationernas pris och österrikiska Graf Kalman Hunyady Memorial. Året efter segrade han både i Olympiatravet, Elitloppet och Statue of Liberty Trot. Vid den sistnämnda segern, på Meadowlands travbana i East Rutherford i New Jersey, ledde Meadow Road från start till mål och klockades för det nya världsrekordet 1.11,1.
Vid segern i Elitloppet fick hästen många lovord, inte minst från sin körsven Torbjörn Jansson. Hästen gick till final efter att ha lottats till åttonde spår i försöket.
1987 avslutades Meadow Roads aktiva travkarriär, efter att han skadat sig på träning. Han såldes till avel och fick en ny hemvist på Blue Chip Farm i USA. Meadow Road fick sammanlagt 592 avkommor (varav 464 svenskfödda) under sin avelskarriär, som avslutades 2002 efter att han de sista åren omväxlande bott i Sverige och Norge. Den mest framgångsrika avkomman var den USA-födde Giant Force, som blev världsmästare och totalt löpte hem över 10 miljoner kronor i prispengar.
Meadow Road avled 27 augusti 2006.

## Meriter och statistik
Meadow Road valdes till 1980-talets (trav)häst i Sverige.

### Statistik
- Starter/Placeringar: 43 starter, 34-1-1[12]
- Rekord: 1.11,1 autostart (bilstart), kort distans[13]
- Prissumma: 3 243 975 kronor[12]
- Härstamning: Madison Avenue – Francessa
- Född: 7 mars 1979
- Död: 23 augusti 2006
- Större segrar: Nationernas pris 1984 (Milano), Olympiatravet 1985 (Mölndal), Elitloppet 1985 (Stockholm), Statue of Liberty Trot 1985 (East Rutherford).[11]